# Монастир Святого Юра (Шептицький)
Свято-Юрський монастир оо. Василіян у Кристинополі (нині Шептицькому) — монастир Чину Святого Василія Великого Української Греко-Католицької Церкви в м. Шептицький Львівської області. Покровитель монастиря — святий великомученик Юрій. У монастирському храмі зберігають чудотворну ікону Пресвятої Богородиці звану Кристинопільською.
Монастирська церква Святого Юрія та келії мають статус пам'яток архітектури національного значення України, охоронний № 1335.

## Історія

### Заснування монастиря
На початку XVIII століття українська громада Шептицького (тоді — Кристинополя) була порівняно невеликою, і для своїх духовних потреб мала лише одну невелику дерев'яну церкву, яка перебувала в аварійному стані та зрештою згоріла у пожежі. На її місці коштом тодішнього дідича Кристинополя Францішека Салезія Потоцького збудували нову муровану церкву, яка була невеликою, не мала бані, а замість іконостаса були три вівтарі — великий та два бічні на честь святих Миколая та Йосафата.

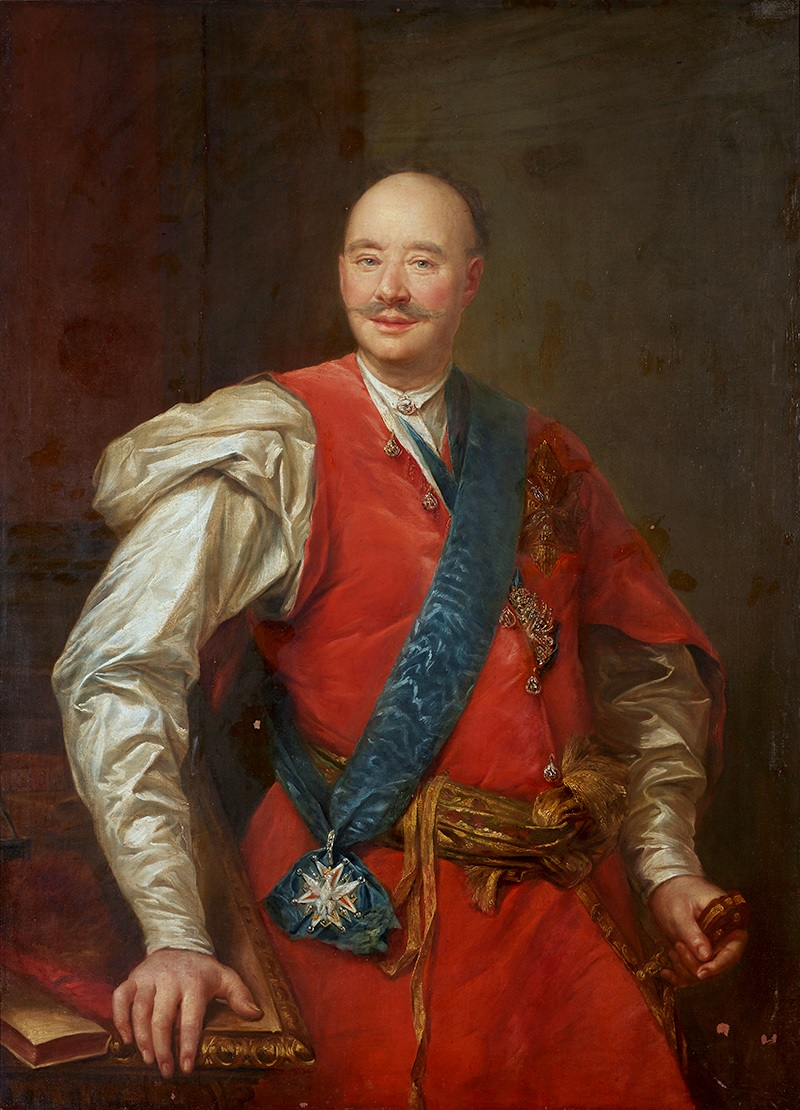
Францішек Салезій Потоцький

Парохом церкви на той час був о. Ілля Білянський (або Булянський), який виконував свої обов'язки вкрай недбало та незадовільно, а також вимагав від своїх парафіян за церковні послуги більшу платню, аніж йому належалося, зокрема, одного разу на Пасху зажадав від парафіян чверть посвячених ним пасок. Скарги на пароха дійшли до Ф. С. Потоцького, який у 1762 році відлучив священника від парафії. Потоцький задумав заснувати в Кристинополі дім для місіонерів чину Василія Великого і тому того самого року звернувся до єпископа Белзького та Холмського Максиміліана Рила з проханням передати управління парафією василіянам. 4 березня 1763 року єпископ надав відповідний дозвіл, у липні того ж року проєкт монастиря затвердив о. Іпатій Білинський з Почаєва, а 6 вересня Ф. С. Потоцький підписав фундаційну грамоту нового монастиря. На прохання Жовківського архімандрита Йосафата Висоцького Ф. С. Потоцький до новоствореного монастиря в Кристинополі приєднав Волсвинський та Городищенський монастирі. 25 грудня 1764 року до Кристинополя прибув ігумен Волсвинського монастиря, о. Теодозій Григорович разом із чотирма монахам-василіанами — вони стали першими мешканцями монастиря Святого Юра, а о. Теодозій — його першим ігуменом.
Перші будівлі монастиря, що розташовувалися біля старої церкви Святого Юра, були дерев'яними, пізніше їх розібрали та використали будівельний матеріал для зведення нових, кам'яних споруд. Цікаво, що монастирський літопис за 1888 рік свідчить: під час чергових ремонтних робіт у стіні трапезної знайшли дерев'яний брус із вирізаним на ньому написом: «Господа благослови дом сей й живущих у ньому — Создася храм сей Мая дня 26 року Божія АЖГІ (1713)». На думку дослідниці історії Кристинополя Оксани Ясинецької це може бути свідченням того, що василіяни, які прибули до міста лише наприкінці 1764 року, могли бути не першими монахами, що мешкали на цьому місці.
1 червня 1768 року сталася пожежа, яка пошкодила церкву і дерев'яні монастирські будівлі. Францішек Потоцький вирішив збудувати на місці старої церкви Святого Юрія нову, більшу церкву та монастир для ченців-василіян. На будівництво Потоцький пожертвував 20 000 злотих, стільки — й архімандрит Йосафат Висоцький. Ім'я автора проєкту приміщення монастиря невідоме: у монастирській хроніці згадують лише той факт, що були три проєкти, автором двох з яких був невідомий архітектор-француз, ймовірно, той, якого 1770 року Ф. С. Потоцький запрошував до Кристинополя, щоб оглянути місце для майбутнього монастиря. За однією версією, це міг бути П'єр Ріко де Тірргей (Тірреджеллі), який проєктував палац у Кристинополі, або львівський архітектор Жан Дюдефіль. Автором третього проєкту міг бути Матвій Полейовський або Ігнатій Фесінгер.
Наріжний камінь нової церкви заклали 15 жовтня 1771 року. Камінь містив заглиблення для пляшки, в якій була записка і свідчення про початок будівництва і, за тогочасною традицією, монети усіх наявних тоді номіналів. На боках каменя були намальовані чотири Євангелісти, герби ордену василіян та «Пилава» Потоцьких, а також вирізьблено напис латиною:
|  | Року Божого 1771 дня 4 вересня за старим стилем на церкву ОО.ЧСВВ наріжний камінь щасливо покладено Оригінальний текст (лат.) AD 1771 die 4 7 bris KS. Pro Ecclesia PP. O.S.B/M Lapis Angularis feliciter ponitur |

Будівельними роботами керував чех Йоган Каспер Зельнер (Іван Сельнер), якому допомагав його син Йозеф. Для пришвидшення будівництва монахи звели цегельню, а також використовували будівельні матеріали зі старої розібраної церкви. Влітку 1772 року вже почали зводити стіни церкви, адже 3 липня у стіну за вівтарем замурували ще одну пляшку із пергаментом, аналогічну тій, що була у наріжному камені, а ззовні місце встановлення пляшки позначили цеглою зі знаком хреста. Того ж 1772 року відбулося урочисте закладення монастирських келій, які мали розташовуватися з північної сторони церкви, і 20 жовтня почалися відповідні будівельні роботи. Цікаво, що нова церква мала нестандартне планування: великим вівтарем на захід, що суперечило тогочасним канонам, але Францішек Потоцький зажадав, щоб фасад церкви виходив на площу. Ще однією особливістю нового монастиря стало його будівництво в кілька етапів: монахи заселяли нові келії поступово, по мірі їх зведення.
Майже одночасно з початком будівництва монастирських приміщень 22 жовтня помер Францішек Салезій Потоцький, який останнім часом важко хворів. Його мозок і нутрощі поховали в каплиці церкви. Незадовго до своєї смерті, 16 жовтня, дідич зробив величезну пожертву монастирю — 6 000 дукатів і 108 000 злотих, бажаючи цим вимолити прощення своїх гріхів. Спадковим фундатором монастиря став 20-річний син Францішека Станіслав. Він спочатку мало цікавився церковними справами, але пізніше виявив певний інтерес до будівництва і навіть вніс деякі корективи до оздоблення церкви.
Офіційним днем закінчення будівництва церкви літопис називає 1 липня 1774 року, коли освятили останній камінь на склепінні ліхтаря, хоча і після цього ще тривали покрівельні роботи. За день до цього, 30 червня, встановили на баню хрест. Дзвін для церкви виготовив львівський майстер Теодор Полянський, майстер Шимон Стрингель встановив металеву балюстраду, а художник Соколовський розмалював купол. Будівництво монастиря офіційно завершилося восени 1775 року.

### Монастир наприкінці XVIII— на початку XX століть
Новостворений Кристинопільський монастир став важливим релігійним осередком, довгий час він був головним, а з часом — єдиним монастирем Надбужанського краю. Монастирю підпорядковувалась низка місцевих сільських церков — села Новий Двір (з 1765 року), села Клюсів (з 1776 року) і села Пархач (з 1820 року). Монахи-василіани вели активну місійну та катехизаційну діяльність. 23 червня 1773 року вони створили релігійне братство Святого Онуфрія, яке отримало від Папи Римського право на відпусти.
Кристинопільський монастир славився своїми реліквіями. Найвідомішою з них стала чудотворна Кристинопільська ікона Божої Матері, яку в 1764 році подарував монастирю її перший власник, Станіслав Костка Садовський, маршалок двору Францішека Потоцького. У 1765 році її встановили на головному вівтарі церкви, а 1777 року прикрасили новим срібним окладом, оздобленим позолотою, перлами, самоцвітами та богемським склом. З цієї ікони о. Ігнатій Біньковський зробив копію, яку заховав у монастирському архіві, тому наразі достеменно невідомо, чи є ікона, що нині зберігається в монастирі, оригінальною чи копією. Окрім чудотворної ікони, в монастирі зберігалися й інші реліквії: мощі святого Онуфрія, подаровані монастирю Францішеком Потоцьким, частинки мощей Святого Василія Великого, священномученика Йосафата Кунцевича — засновника ордену василіан, великомученика Юрія — покровителя церкви, часточка Хреста, на якому був розіп'ятий Ісус.

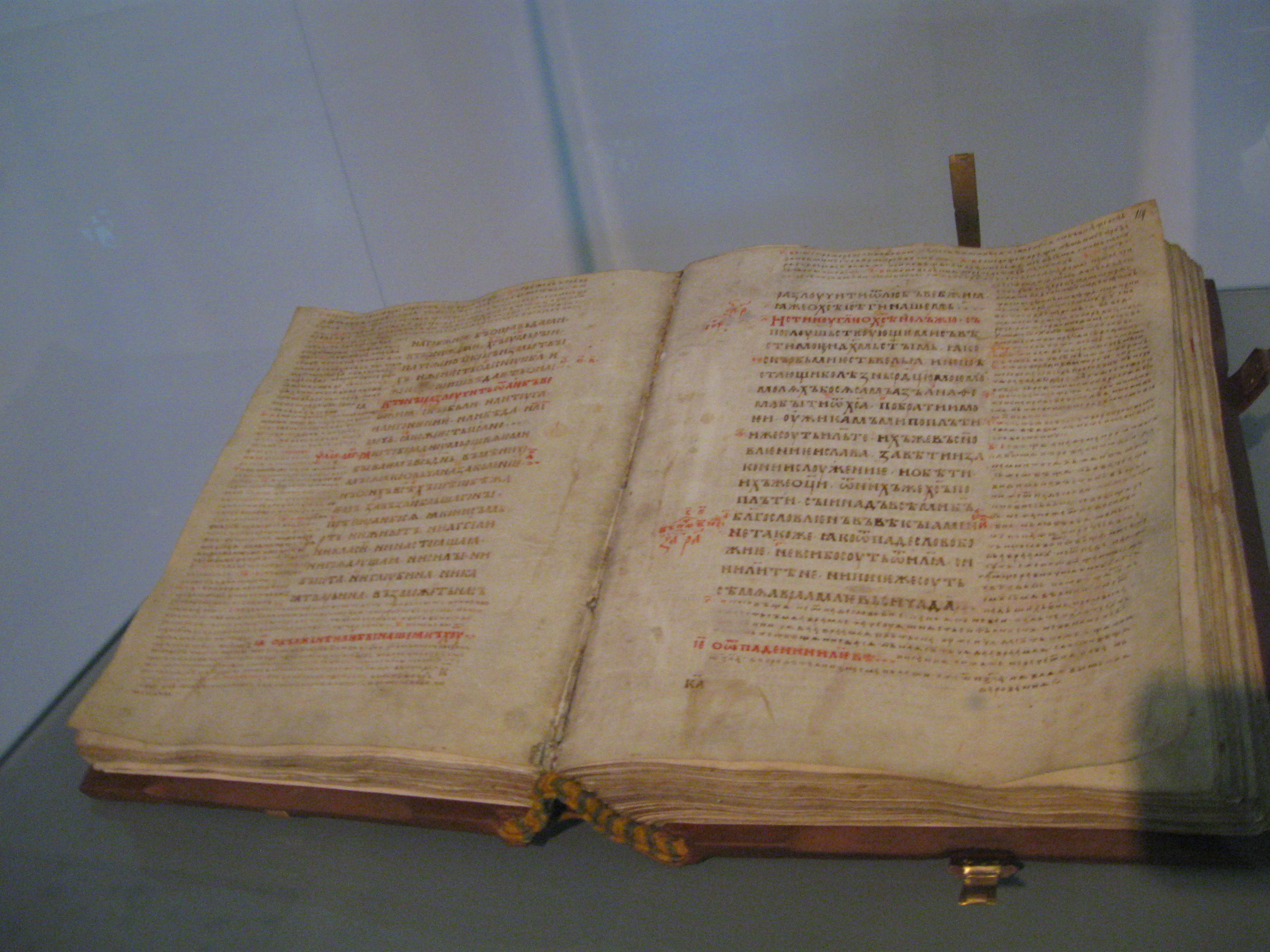
Кристинопольський Апостол

Також монастир мав велику бібліотеку, яку започаткував Францішек Салезій Потоцький, пожертвувавши 500 злотих на купівлю книг. Основу бібліотеки склали рукописні книги з Волсвинського і Городищенського монастирів. Перлинами бібліотеки були Городищенський (або пізніше — Кристинопільський) Апостол XII століття, і Городиське, або Бучацьке, Євангеліє XII—XIII століть, Городиський пам'яник 1484 року. На додачу до багатств бібліотеки ігумен монастиря о. Корнилій Срочинський у 1766 році започаткував і вів до самої своєї смерті хроніку під назвою «Літопис монастиря Кристинопільського від Р. Б. 1766», яка наразі є безцінним джерелом історичних відомостей про монастир, Кристинопіль та родину Потоцьких. На жаль, станом на початок XXI століття, більшість інкунабул втрачені.
В останній третині XVIII століття, ймовірно у 1789 році, монастирські келії розширили, добудувавши крило. У 1797 році будівлі монастиря пошкодила пожежа.
У 1794 році при монастирі відкрилися польська школа та госпіталь, в якому монахи безкоштовно лікували бідних.
На початку XIX століття із поступовим занепадом Кристинополя, занепадає і Свято-Юрський монастир, цей процес збігається у часі із загальною кризою чину василіян. У 1882 році чин реформують, а у 1887 році до реформи приєднується і монастир Святого Юра. Відновлюється місіонерська та катехизаційна діяльність, створюється низка церковних товариств, найбільшим з яких стало братство Апостольства Молитви, або ж Пресолодкого Серця ГНІХ, яке було створене у 1892 році і за десять наступних років залучило до себе близько 10,5 тис. членів. Того ж 1892 року під проводом кристинопільського монастиря заснували Згромадження Сестер Служебниць Непорочної Діви Марії, яке стало першим активним жіночим згромадженням в українській церкві. 1910 року при монастирі заснували також жіноче товариство Сестер Мироносиць.
15 лютого 1885 року василіани організували для мешканців міста народну читальню від товариства «Просвіта», в якій також проводилися науково-популярні лекції та виступав народний хор. У 1888 році в монастирі відновилися богословські василіанські студії, які з невеликою перервою під час Першої Світової війни, проіснували аж до 1945 року. У 1911 році читальня «Просвіти» переїхала до відреставрованого силами василіан будинку навпроти бернардинського монастиря, окрім читальні тут розмістилися театральна зала, каса і невелика крамничка.
З відродженням Свято-Юрського монастиря відновлюються і монастирські будівлі. Так, у 1888 році проводиться чергове розширення келій. В останній третині XIX століття реставрується і церква Святого Юра: кристинопольский художник Фелікс Заблоцький у 1874 році позолотив вівтар і розмалював пресбитерій, у 1883 році переоформив бічний престол Святого Миколая і виготовив новий хрест, він також писав ікони на престоли. У 1893 році в церкві встановили новий іконостас роботи монаха-єзуїта Сагадина, ікони для іконостаса намалював львівський художник Кароль Ґаймрот.
У 1892 році в кристинопольському монастирі склав монаші обіти Андрей Шептицький, пізніше він викладав богослов'я у василіянських студіях при монастирі.
У 1902 році Папа Римський Лев XIII надав монастирю Святого Юра право на відпусти на всі великі свята на честь Діви Марії та на свято Святого Онуфрія, мощі якого зберігались у церкві Святого Юра.
У 1906 році, з 14 листопада по 1 грудня, в Кристинопільському монастирі відбулася перша капітула Чину святого Василія Великого після його реформування, 6—14 серпня 1909 року — друга капітула.
28 травня 1909 року, відбулося перенесення образу Святого Апостола Петра, як дарунок отців-василіан Кристинопільського монастиря Святого Юра новозбудованому храму святих апостолів Петра і Павла у Сокалі.

### Монастир у XX столітті

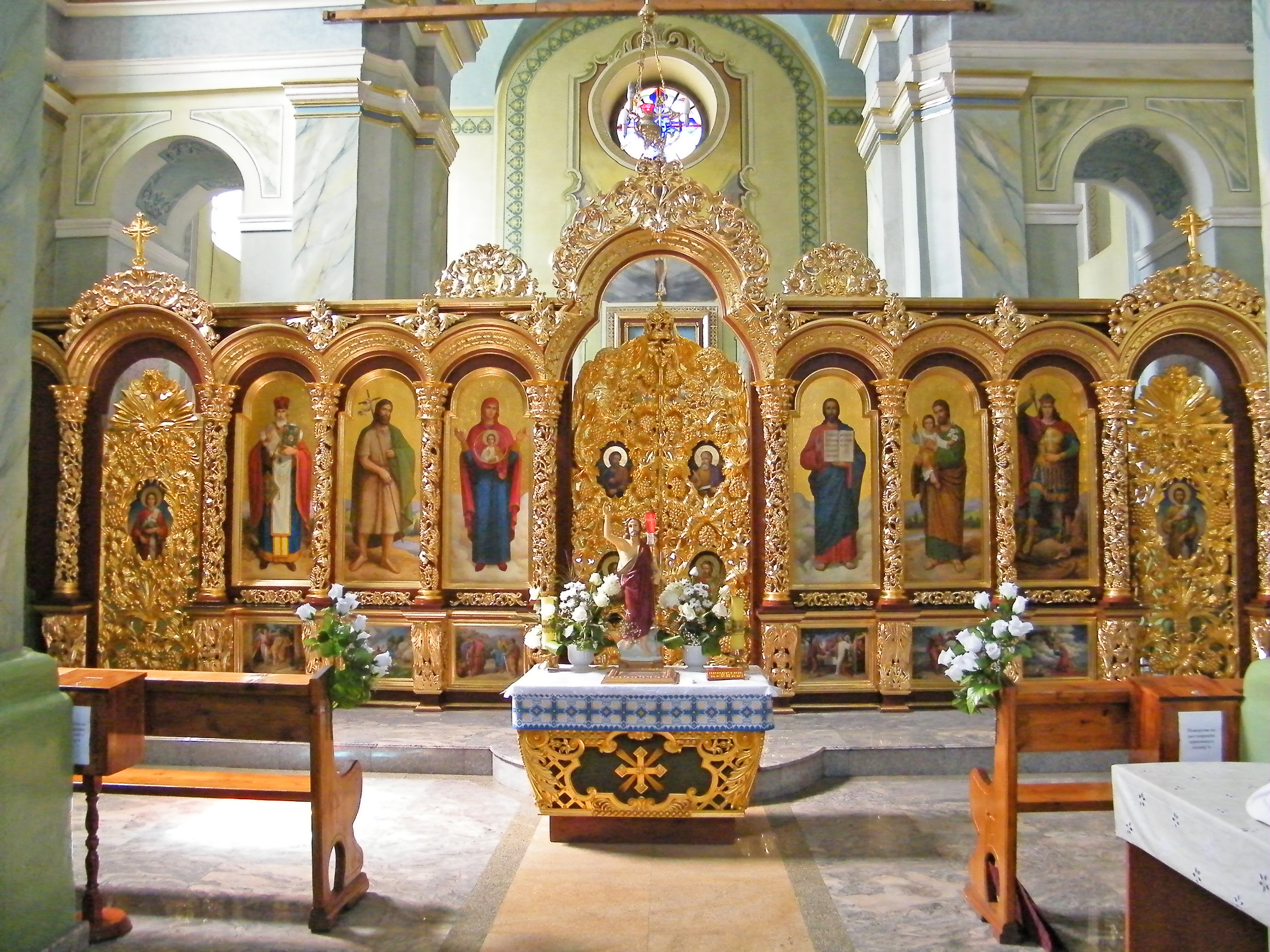
Інтер'єр церкви Святого Юрія

Під час Першої Світової війни монахи-василіани монастиря Святого Юра опікувалися пораненими, вдовами і сиротами.
Протягом Другої світової війни в монастирі діяв німецький шпиталь, тому василіани звернулися до настоятеля сусіднього римо-католицького бернардинського монастиря, отця Єжи Білецького із проханням надати приміщення костелу Святого Духа для проведення своїх служб і, незважаючи на тогочасні складні українсько-польські відносини, отець Білецький василіанам не відмовив.
Після Другої світової війни деякий час Кристинопіль перебував під владою новоствореної Польської Народної Республіки. У монастирі, в якому на той час мешкало майже 20 монахів, намагалися розмістити міліцію, проте ігумен відмовив, аргументуючи це тим, що монастир був під охороною конкордату Ватикану з Польщею, за яким Польща зобов'язалася шанувати права і власність греко-католицької церкви на своїй державній території. У 1946 році польська влада все ж таки змусила василіан передати частину монастирських будівель під потреби польського війська. Того року почалося примусове виселення українців Кристинополя до Радянського Союзу. У монастирі на той час лишилося лише три священники — отець Володимир Ковалик, отець Йосафат Романик, отець Арсен Кулибаба і чернець на ім'я Якинт Пилип, решта ж виїхали на Захід ще 1944 року. Парафія церкви Святого Юра скоротилася до кількох десятків осіб. Того ж року отець Ковалик виїхав до Польщі, наступного, 1947-го року за ним поїхали виселені з монастиря отець Романик, отець Кулибаба та брат Пилип, які змогли вивезти ікону Кристинопольскої Божої матері, церковний посуд та велику бібліотеку монастиря. Монастир фактично припинив існування.
У 1951 році на підставі радянсько-польської міжурядової угоди Кристинопіль перейшов до СРСР. Після встановлення у місті радянської влади монастир ліквідували, а в монастирських приміщеннях розмістилася спочатку міліція, пізніше приміщення передали під школу механізації та головній пошті міста, а у 1980 році в колишній церкві відкрили філіал Львівського музею історії релігії та атеїзму, а в монастирських келіях — картинну галерею. Хоча монастир офіціально не діяв, деякі священники-василіяни, такі як Мар'ян Чорнега, Дам'ян Богун, Маркіян Когут, Ігнатій Янтух та інші, підпільно проводили релігійну діяльність.
У 1959 році за проектом архітектора Ігоря Старосольського відновили центральний купол церкви.

### Відновлення діяльності
У листопаді 1989 року церкву та деякі приміщення монастиря повернули василіянам і вже на свято Введення в Храм Пресвятої Діви Марії у церкві відслужили першу літургію. У 1990 році ченцям передали решту монастирських будівель. Першим ігуменом після виходу з підпілля став о. Мар'ян Чорнега. У цьому монастирі діяв і творив о. Маркіян Когут, церковний письменник, творець численних акафістів, довголітній політв'язень.
7 квітня 1994 року до монастиря повернулась чудотворна ікона Божої Матері Кристинопільської, яка до цього зберігалася у Варшаві. Того ж, 1994-го року при монастирі заснували духовний ліцей для юнаків.

### Новітня історія обителі
При парафії Святого Юрія діють:
- Апостольство Молитви (360 членів), які активно беруть участь у різних моліннях та зібраннях.
- «Марійська дружина», «Вівтарна дружина».
- Катехитична недільна школа, яку провадять Сестри Служебниці Непорочної Діви Марії.
- Два церковні хори.

У 2009 році при парафії була проведена Міжнародна Проща Вервиці за участі трьох Владик на чолі з Кир Михаїлом Колтуном. Також одночасно відсвятковано 20-ту річницю виходу УГКЦ з підпілля. З цієї нагоди було виготовлено та вручено ювілейні грамоти та медалі тим, які змагалися за легалізацію УГКЦ на Арбаті у Москві 1988 р. та за героїчну працю в підпіллі.
Від 2024 року настоятелем монастиря є о. Йоан Школик, ЧСВВ. У монастирі проживають 6 священників 1 диякон і 2 брати. Священники монастиря обслуговують, крім місцевої парафії, також парафії в с. Бендюга і с. Межиріччя.

## Ігумени
- о. Теодозій Григорович (1764—1766), перший ігумен монастиря[7]
- о. Корнилій Срочинський (27 березня 1766 — 24 вересня 1776)[13]
- о. Ампліят Крижановський (1776—1788; †3.01.1788 в Кристинополі)
- о. Інокентій Крижановський (1788—1794)[33]
- о. В'ячеслав Криницький (1794—1810)
- о. Маркіян Тарнавський (1810—1815)
- о. Варлаам Компаневич (1815—1822)
- о. Максиміліян Літинський (1822—1826; †18.12.1826 в Кристинополі)
- о. Маврикій Галькевич (1826—1835; †6.11.1835 в Кристинополі)
- о. Доротей Павловський (1835—1840)
- о. Орест Качковський (1840—1855; †4.04.1855 в Кристинополі)
- о. Антоній Кучинський (1855—1888)

Від Добромильської реформи:
- о. Антоній Міль ТІ (14 вересня — 19 грудня 1888)
- о. Францішек Радецький ТІ (1888—1894)
- о. Діонисій Ткачук (1894—1896)[19]
- о. Алоїз Вароль ТІ (1896—1898)
- о. Станіслав Ліц ТІ (1898—1900)
- о. Фелікс Верцінський ТІ (1900—1901)
- о. Єронім Малицький (1901—1902)
- о. Анастасій Калиш (1902—1905)[19][34]
- о. Єронім Малицький (1905—1906)
- о. Онуфрій Бурдяк (1906—1912)[21][35][36]
- о. Ігнатій Тисовський (1912—1918)
- о. Мелетій Лончина (1918—1928)[37]
- о. Платон Мартинюк (1928—1931)
- о. Йосиф Загвійський (1931—1937)
- о. Платон Мартинюк (1937—1942)
- о. Павло Теодорович (1942—1943)
- о. Володимир Ковалик (1943—1946)

…
- о. Мар'ян Чорнега (1990—1992, перший настоятель відновленої обителі)
- о. Дам'ян Кастран
- о. Симеон Чмола
- о. Назарій Лех
- о. Мартин Хабурський (2005—2007)
- о. Ігнатій Москалюк (2007—2020)
- о. Єремія Рибаков (2020—2024)
- о. Йоан Школик (з 2024 року)

## Архітектура

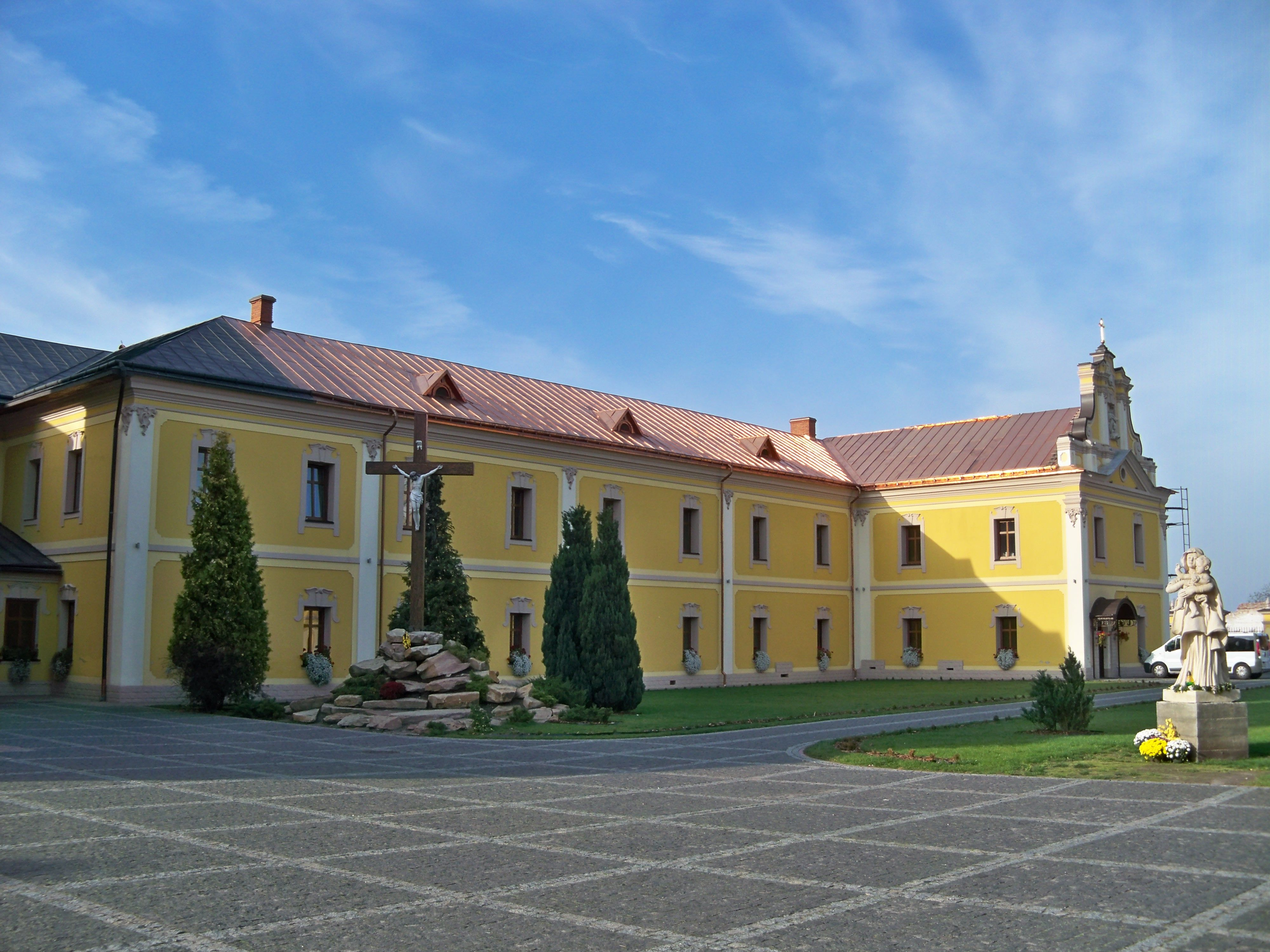
Келії

В ансамблі монастиря поєднані риси пізнього бароко та класицизму.
Церква Святого Юрія зведена з каменю, прямокутна у плані, орієнтована по лінії схід—захід та складається з трьох об'ємів. Головний об'єм вкритий еліпсоподібною банею на невисокому восьмикутному барабані з маківкою, бабинець та східна частина — двосхилим дахом. Головний фасад симетричний, центральна вісь акцентована ризалітом, увінчаним трикутним фронтоном, та порталом. По обидва боки ризаліту розташовані ніші-екседри зі статуями святих. Увінчує фасад аттик із декоративними кам'яними вазонами. Стіни церкви та барабан розчленовані пілястрами тосканського ордеру.
З північно-східного боку до церкви прилягає корпус келій — двоповерховий, цегляний, Г-подібний у плані. Внутрішнє планування — коридорного типу. Декорування у вигляді пласких лопаток і барокових віконних лиштв має лише північно-східний фасад, інші фасади не декоровані.